# Sgt. Pepper's Lonely Hearts Club Band
|  | Aquest article tracta sobre l'àlbum. Si cerqueu la cançó que l'encapçala, vegeu «Sgt. Pepper's Lonely Hearts Club Band (cançó)». |

Sgt. Pepper's Lonely Hearts Club Band (Banda del Club de Cors Solitaris del Sergent Pebre) és el vuitè àlbum d'estudi de la banda de rock anglesa The Beatles. Publicat el 26 de maig de 1967, l'àlbum va esdevenir un èxit immediat tant comercialment com crítica, ocupant la primera posició de les llistes d'àlbums més venuts del Regne Unit i dels Estats Units durant 22 setmanes i 15 setmanes, respectivament. La revista Time el declarà «una desviació històrica en el progrés de la música» i el New Statesman va alabar la seva elevació de la música pop al nivell de belles arts. Va guanyar quatre premis Grammy el 1968, incloent Àlbum de l'any, el primer LP de rock a rebre aquesta distinció.
L'agost de 1966, els Beatles es retiraren permanentment de les gires i començaren unes vacances de tres mesos per descansar de les sessions de gravació. En un vol de tornada a Londres el mes de novembre, Paul McCartney tingué una idea per a una cançó que involucrava una banda militar del període eduardià que eventualment formaria el motor del concepte de Sgt. Pepper. Les sessions per enregistrar el vuitè àlbum dels Beatles començaren el 24 de novembre a Abbey Road Studio Two i que en un principi havia d'estar temàticament vinculat amb la infància dels membres. Dues de les primeres pistes del projecte eren «Strawberry Fields Forever» i «Penny Lane», però EMI els va pressionar i ambdues cançons foren publicades en forma de senzill; després no s'inclogueren a l'àlbum.
El febrer de 1967, després d'enregistrar «Sgt. Pepper's Lonely Hearts Club Band», McCartney va suggerir que havien de publicar un àlbum sencer que representàs una actuació de la banda fictícia Sgt. Pepper. Aquest grup àlter ego els donaria la llibertat d'experimentar musicalment. Durant les sessions d'enregistrament, els Beatles es varen esforçar a millorar la qualitat de producció respecte de la seva discografia prèvia. Com que sabien que no haurien de tocar les cançons en directe, varen apostar per un enfocament més experimental en la composició, escrivint cançons com «With a Little Help from My Friends», «Lucy in the Sky with Diamonds» i «A Day in the Life». La gravació, a càrrec del productor George Martin, era molt innovadora i incloïa l'ús deliberat de processament de senyals i crescendos aleatoris a càrrec d'una orquestra de 40 membres. El 21 d'abril de 1967 s'acabaren les sessions de gravació. La portada de l'àlbum, en la qual figuren els membres de la banda davant d'un seguit de celebritats i figures històriques, la van dissenyar els artistes pop anglesos Peter Blake i Jam Haworth basant-se en un esbós de McCartney.
Els musicòlegs consideren Sgt. Pepper com un àlbum conceptual primerenc que va avançar l'ús de la forma cíclica a la música popular, al mateix temps que prosseguí la maduració artística que els Beatles havien emprès en els àlbums anteriors. Se l'ha descrit com un dels primers LPs d'art rock, auxiliant l'evolució del rock progressiu, i acreditat amb marcar l'inici de l'Album Era. L'àlbum destaca en el panorama psicodèlic britànic i es nodreix de múltiples gèneres i estils, entre d'altres el vodevil, la música de circ, la music hall, la música avantguardista i les músiques clàssiques occidental i índia. El 2003, la Biblioteca del Congrés dels Estats Units va situar l'àlbum al National Recording Registry («Registre Nacional d'Enregistraments»), honorant-lo com «culturalment, històricament o estèticament significatiu». Aquell mateix any la revista Rolling Stone el situà a la primera posició de la llista «500 Greatest Albums of All Time» («500 Millors Àlbums de Tots els Temps»). El 2014 se n'havien venut més de 30 milions de còpies arreu del món, convertint-se en un dels àlbums més ben venuts de la història. El Professor Kevin J Dettmar, escrivint per a l'Oxford Encyclopedia of British Literature, el descrigué com «el més important i influent àlbum de rock and roll mai enregistrat».

## Rerefons
Estàvem farts de ser els Beatles. Realment odiàvem aquell maleït enfocament dels quatre petits mop-top. No érem nens, érem homes ... i ens vèiem a nosaltres mateixos més com a artistes que no només intèrprets.
El 1966 els Beatles ja estaven farts de les actuacions en directe. Segons John Lennon, haurien pogut «treure quatre estàtues de cera ... i això satisfaria les multituds. Els concerts dels Beatles ja no tenen res a veure amb la música. Són tan sols ritus tribals sanguinaris.» El juny, dos dies després d'enllestir l'àlbum Revolver, el conjunt inicià una gira que començà a Alemanya. Quan eren a Hamburg, van rebre un telegrama anònim que advertia: «No aneu a Tòquio. La vostra vida està en perill». Els Beatles es prengueren l'amenaça seriosament en vista de la controvèrsia que havia aixecat la gira entre els grups religiosos i conservadors japonesos, en especial els concerts planificats a l'estadi sagrat Nippon Budokan. Com a precaució addicional, es mobilitzaren 35.000 policies per protegir el grup, que a més anava dels hotels als escenaris en vehicles blindats. El públic japonès, més polit que l'occidental, sorprengué la banda, ja que l'absència dels crits d'eufòria dels fans li permeteren sentir com de pobres s'havien tornat les seves actuacions en directe. Quan arribaren a les Filipines, on els ciutadans els amenaçaren i maltractaren per no visitar la primera dama Imelda Marcos, el grup ja estava insatisfet amb el seu mànager Brian Epstein, per insistir en un itinerari que ells consideraren exhaustiu i desmoralitzador. Després del seu retorn a Londres George Harrison contestà una pregunta sobre els seus plans de futur: «Ens prendrem unes setmanes per recuperar-nos abans de partir i ser colpejats pels americans.» Aquesta constatació esdevendria profètica, ja que poc després els comentaris de Lennon dient que els Beatles eren «més famosos que Jesús» instigarien una forta controvèrsia i protestes al Cinturó de la Bíblia estatunidenc. Una disculpa pública alleujà les tensions, però una gira desastrosa pels Estats Units marcada per estadis mig buits i actuacions mediocres resultaria ser la seva darrera. L'autor Nicholas Schaffner escriu:
| « | Per als Beatles, tocar en aquests concerts s'havia tornat una farsa tan remota tenint en compte les noves direccions que estaven perseguint, que no s'intentava ni tan sols una sola cançó de l'LP acabat de publicar Revolver —els arranjaments del qual eren en la major part impossibles de reproduir amb les limitacions imposades per la seva formació d'escenari de dues guitarres, un baix i una bateria. | » |

Així com tornaren a Anglaterra començaren a circular rumors sobre la seva dissolució. Harrison digué a Epstein que abandonava la banda, però aquest el persuadí assegurant-li que no hi hauria més gires. Després el grup tendria set setmanes de vacances, en les quals es dedicarien als seus interessos personals. Harrison viatjà a l'Índia durant sis setmanes per millorar al sitar sota la instrucció de Ravi Shankar. Paul McCartney i el productor George Martin col·laboraren en la banda sonora de la pel·lícula The Family Way. Lennon actuà a la pel·lícula How I Won the War i assistí a exposicions d'art, incloent-ne una a la Indica Gallery on coneixeria la seva futura esposa Yoko Ono. Ringo Starr aprofità el descans per passar més temps amb la seva dona Maureen i el seu fill Zak.

## Concepte i inspiració
El novembre de 1966, durant un vol de tornada de Kenya a Londres, McCartney, que hi havia estat de vacances amb el tour manager dels Beatles Mal Evans, tengué una idea per a una cançó que eventualment formaria l'ímpetu del concepte de Sgt. Pepper. La seva idea consistia en una banda militar del període eduardià per a la qual Evans s'inventaria un nom de l'estil dels grups coetanis de San Francisco, com ara Big Brother and the Holding Company i Quicksilver Messenger Service. El 1967 de febrer McCartney suggerí als Beatles enregistrar un àlbum sencer que representàs una actuació de la banda fictícia. Aquest grup àlter ego els donaria la llibertat per experimentar musicalment; tal com explicà: «Vaig pensar, no siguem nosaltres mateixos. Desenvolupem àlter egos.» Martin recordà:
| « | El mateix «Sergeant Pepper» no aparegué fins a mitjan preparació de l'àlbum. Era la cançó d'en Paul, simplement un número de rock ordinari ... però quan l'haguérem finalitzat, Paul digué: «Per què no feim l'àlbum com si la banda Pepper existís, com si el Sergeant Pepper estigués fent l'enregistrament? Hi afegirem efectes i coses.» M'encantà la idea, i des d'aquell moment fou com si Pepper tengués vida pròpia. | » |

El 1966, l'interès creixent del músic americà Brian Wilson en l'estètica de l'enregistrament i la seva admiració pel mur de so de Phil Spector i l'àlbum dels Beatles Rubber Soul resultaren en l'LP Pet Sounds dels Beach Boys, que demostrava la seva producció experta i la seva mestria en composició i arranjaments. L'autor Thomas MacFarlane acredita la publicació d'influir en molts músics coetanis; McCartney en particular la lloà i la feu servir com a font d'inspiració per «expandir el focus del treball dels Beatles amb sons i textures que usualment no s'associen amb la música popular.» Pensà que el fet que reproduís l'àlbum constantment faria difícil que Lennon «escapàs de la influència», afegint: «Està fet de forma molt intel·ligent ... així doncs ens hi inspiràrem i li pispàrem unes quantes idees.» Martin afirmà: «Sense Pet Sounds, Sgt. Pepper no hauria ocorregut mai ... Pepper era un intent d'igualar Pet Sounds.»
També hi ha qui sosté que Freak Out! de The Mothers of Invention va influir en Sgt. Pepper. D'acord amb l'autor Philip Norman, durant les sessions d'enregistrament de Sgt. Pepper, McCartney reiterava repetidament: «Aquest és el nostre Freak Out!» El periodista musical Chet Flippo reporta que McCartney s'inspirà per enregistrar un àlbum conceptual després d'escoltar Freak Out!

## Enregistrament i producció

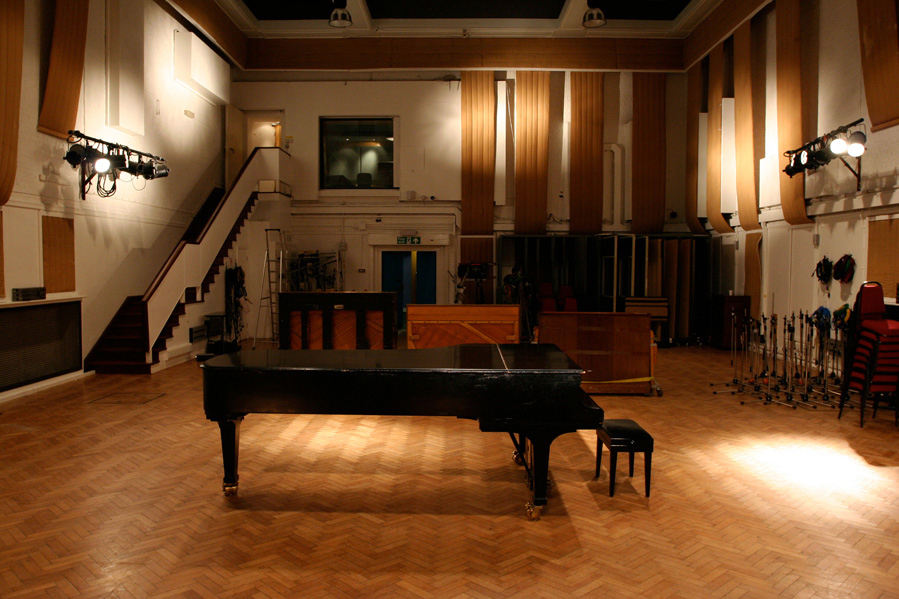
Abbey Road Studio Two, on s'enregistraren pràcticament totes les cançons de Sgt. Pepper

Segons el musicòleg Walter Everett, Sgt. Pepper marca el començament de l'ascens de McCartney com la força creativa dominant dels Beatles. Ell mateix escrigué més de la meitat de material de l'àlbum, a més de tenir cada vegada més control en l'enregistrament de les seves composicions. Des d'aquest moment, McCartney proveiria la direcció artística de les publicacions del grup. Les sessions començaren el 24 de novembre de 1966 a l'Abbey Road Studio Two, el primer dia que els Beatles es reunien d'ençà del setembre. Amb el luxe d'un pressupost d'enregistrament gairebé il·limitat, es reservaren sessions de temps indefinit que els permetien treballar fins tan tard com volguessin. Començaren gravant tres cançons que pretenien incorporar a un àlbum temàticament vinculat a les seves infanteses: «Strawberry Fields Forever», «When I'm Sixty-Four» i «Penny Lane». A la primera sessió s'introduí un nou instrument de teclat anomenat mellotron les tecles del qual reproduïen cintes gravades d'una sèrie d'altres instruments, permetent al seu usuari tocar parts de teclat amb un d'aquests sons. McCartney tocà la introducció de «Strawberry Fields Forever» amb l'efecte d'una flauta. La complicada producció de la pista involucrava l'empelt innovador de dues preses enregistrades amb tempos i altures diferents. L'enginyer de so d'EMI, Geoff Emerick, recorda que durant la gravació de Revolver, «ens acostumàrem que ens demanassin de fer l'impossible i sabíem que la paraula 'no' no existia en el vocabulari dels Beatles.» Segons opina Martin, Sgt. Pepper «sorgí naturalment de Revolver», marcant «una era d'experimentació tecnològica gairebé contínua».
Les publicacions musicals ens començaren a deixar per terra ... perquè ens va dur cinc mesos gravar [Sgt. Pepper] i jo recordo la gran alegria en veure en una de les publicacions com s'havien assecat els Beatles ... i jo estava assegut fregant-me les mans, dient «Només espereu.»
«Strawberry Fields Forever» i «Penny Lane» foren posteriorment publicades com una doble cara A el febrer de 1967, després que EMI i Epstein pressionassin Martin per la publicació d'un senzill. Com que no assolí la primera posició al Regne Unit, les agències de premsa britàniques especularen que potser la ratxa d'èxit del grup s'havia acabat, amb titulars com ara «Els Beatles No Arriben al Cim», «Primer Cop en Quatre Anys» i «Ha Explotat la Bombolla?». Després de la seva publicació, s'abandonà el concepte de la infantesa en favor del de Sgt. Pepper i per insistència d'Epstein les cançons del senzill no foren incloses a l'LP. Més endavant Martin descrigué la decisió d'abandonar aquestes dues cançons com «el major error de la meva vida professional». Tanmateix, segons el seu criteri «Strawberry Fields Forever», en què ell i la banda dedicaren 55 hores d'estudi (una quantitat de temps sense precedents), «establí l'agenda per a l'àlbum sencer.» Explicà: «Anava a ser un enregistrament ... [amb cançons que] no es podien interpretar en directe: estaven dissenyades per ser produccions d'estudi i aquesta era la diferència.» L'objectiu de McCartney era fer el millor àlbum dels Beatles fins llavors, declarant: «Ara la nostra actuació és aquell enregistrament.» Emerick recorda: «Com que sabíem que els Beatles mai més haurien de tocar les cançons en directe, no hi havia límits creatius.» El 6 de desembre de 1966 el grup començà a treballar amb «When I'm Sixty-Four», la primera pista que s'inclouria a l'àlbum.

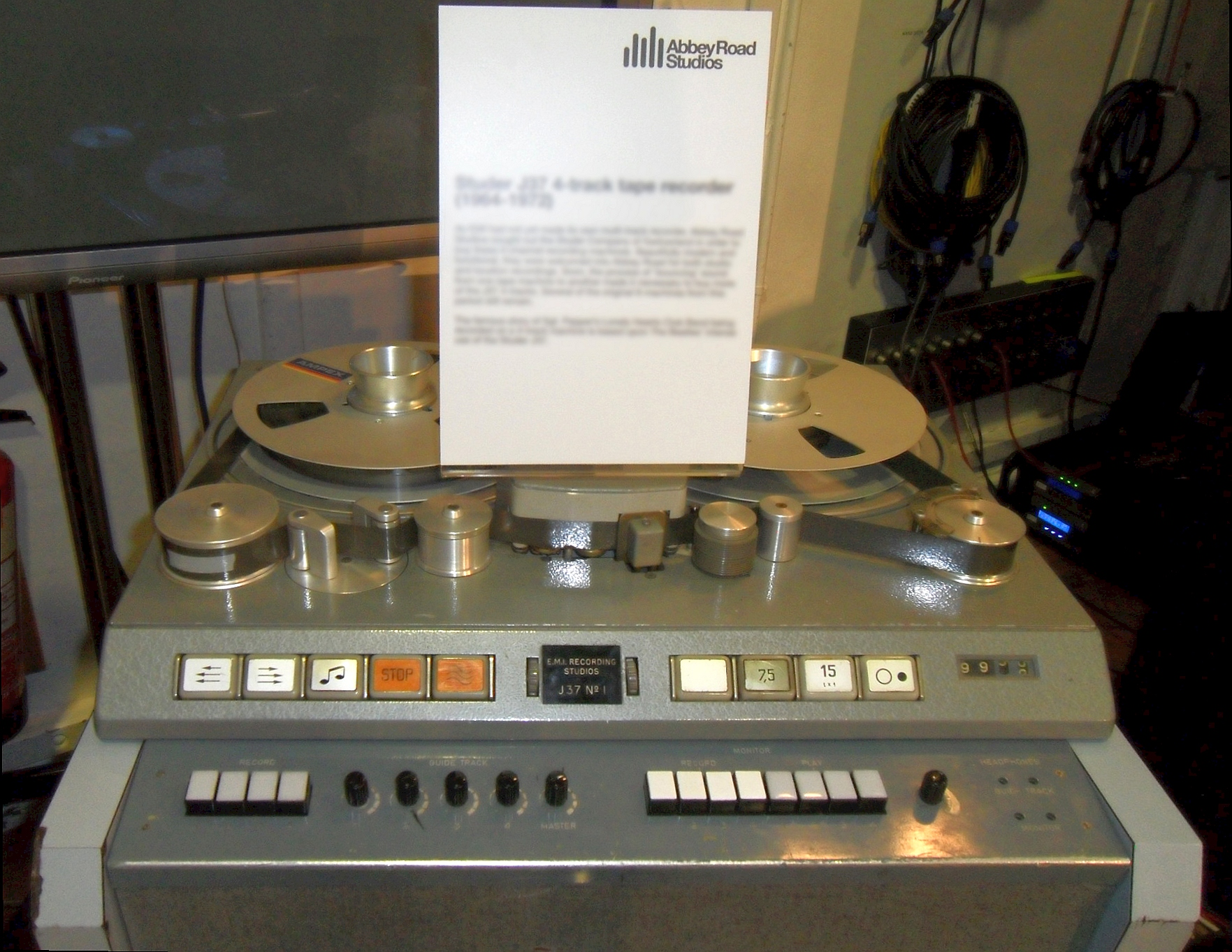
Aquest Studer J37 de quatre pistes s'utilitzà en l'enregistrament de Sgt. Pepper

Sgt. Pepper s'enregistrà emprant equipament de quatre pistes. Encara que els enregistradors de vuit pistes ja estaven disponibles als Estats Units, les primeres unitats no estigueren operatives als estudis comercials de Londres fins a finals del 1967. Com ja passà amb anteriors àlbums dels Beatles, els enregistraments de Sgt. Pepper feren un ús extensiu de la tècnica coneguda com a reduction mixing, en què d'una a quatre pistes d'un enregistrador es mesclen i copien en una màquina mestra de quatre pistes, permetent als enginyers d'Abbey Road l'ús d'un estudi virtualment multipista. Les màquines de quatre pistes d'EMI Studer J37 estaven ben preparades per al reduction mixing, ja que l'alta qualitat de les seves gravacions minimitzava l'increment de soroll que es produïa en el procés. McCartney preferia gravar les parts de baix al final i solia tocar altres instruments quan enregistrava les segones veus d'una cançó. Aquest sistema li proporcionava el temps extra que necessitava per escriure i enregistrar línies de baix melòdiques que complementassin l'arranjament final de la cançó. També realitzà la major part de primeres guitarres de l'àlbum. Quan es gravava l'orquestra per «A Day in the Life», Martin sincronitzà un enregistrador de quatre pistes que reproduïa la pista de fons dels Beatles amb un altre que gravava el so orquestral. L'enginyer Ken Townsend ideà un mètode per aconseguir-ho: emprar un senyal de control de 50 Hz entre les dues màquines.
Una característica clau de Sgt. Pepper és l'ús deliberat de processament de senyals de Martin i Emerick a fi de donar forma al so enregistrat, que incloïa l'aplicació de compressió del rang dinàmic, reverberació i limitació de senyals. S'empraren efectes modulars relativament nous, com ara executant veus i instruments a través d'un Leslie speaker. Hi apareixen amb prominència diverses tècniques innovadores de producció, inclosa la injecció directa, el control d'altures i l'ambiofonia. Una altra tècnica emprada és l'automatic double tracking (ADT), un sistema que utilitza enregistradors per crear la duplicació simultània d'un so. Tot i que feia temps que se sabia que fent servir una cinta multipista per enregistrar les primeres veus duplicades s'obtenia un so realçat, abans de l'ADT s'havien de gravar les primeres veus dos cops, una tasca que era tediosa i exigent. L'ADT fou inventat per Townsend durant les sessions de Revolver de 1966 específicament per als Beatles, que habitualment reclamaven una solució per al problema tècnic. L'invent prest esdevengué una pràctica d'enregistrament comuna a la música popular. Martin bromejà a Lennon que la seva veu s'havia «tractat amb una double vibrocated sploshing flange ... Et duplica la veu, John.» Basant-se en aquesta broma de Martin, Lennon es referí a aquest efecte com a flanging, una etiqueta que s'adoptà universalment en el món de la música. Un altre efecte important fou el varispeeding, consistent a fer variar la velocitat estàndard del so. Martin atribueix a «Lucy in the Sky with Diamonds» el major nombre de variacions de velocitat de pista de Sgt. Pepper. Enregistrant la veu de Lennon, la velocitat d'enregistrament es reduí de 50 cicles per segon a 45, la qual cosa produí un so més elevat i prim quan fou revertit a la velocitat normal.
Escoltant cada fase del seu enregistrament, una vegada han fet el primer parell de pistes és sovint difícil veure què cerquen encara; sona molt complet. Sovint la versió complicada i ben coberta de capes sembla haver ofegat la melodia simple inicial. Però saben que no està bé, fins i tot encara que no ho puguin expressar en paraules. La seva dedicació és impressionant, rosegant la mateixa cançó durant trams de deu hores cada un.
En un intent d'obtenir el so correcte, els Beatles intentaren nombroses represes de «Getting Better». Quan es prengué la decisió de tornar a enregistrar la pista bàsica, cridaren Starr a l'estudi, però aviat el desconvocaren perquè el focus de la represa passà del ritme a les veus. Per a la cançó que dona nom a l'àlbum, «Sgt. Pepper's Lonely Hearts Club Band», l'enregistrament de la bateria de Starr fou realçat amb l'ús de damping i close-miking. El musicòleg Ian MacDonald acredita la nova tècnica d'enregistrament de crear un so «tridimensional» que –juntament amb altres innovacions dels Beatles– els enginyers dels EUA aviat adoptarien com a habitual. McCartney tocà un piano de cua a «A Day in the Life» i un orgue Lowrey a «Lucy in the Sky with Diamonds»; Martin tocà un Pianet Hohner a «Getting Better», un clavicèmbal a «Fixing a Hole» i un harmònium a «Being for the Benefit of Mr. Kite!». Harrison emprà una tambura a diverses cançons, entre elles «Lucy in the Sky with Diamonds» i «Getting Better».
Segons Barry Miles, Lennon es ressentí que McCartney dirigís el grup, així com que, a banda de «Strawberry Fields Forever», ell mateix estava proveint les «cançons a la carta» en lloc d'«escriure amb el cor» com ho havia fet a Revolver. Everett remarca que Starr s'avorrí considerablement; el bateria es lamentà posteriorment: «El major record que tenc de Sgt. Pepper ... és que vaig aprendre a jugar a escacs». L'any 2000, Harrison comentà que estava poc interessat en el concepte d'una banda fictícia de McCartney i que, després de les seves experiències per l'Índia, «el meu cor encara era allà ... Estava perdent interès de ser 'fab' en aquell moment.» Harrison afegí que, havent gaudit amb els enregistraments de Rubber Soul i Revolver, no li agradà com el mètode del grup amb Sgt. Pepper esdevengué un «procés assembleari», en què «molt de temps acabà amb només Paul tocant el piano i Ringo duent el tempo i no se'ns permeté tant tocar com una banda.»
La versió britànica de Sgt. Pepper fou el primer àlbum de pop a ser masteritzat sense pauses, els buits momentanis que se situen típicament entre les pistes com a punt de demarcació. Feu ús de dos crossfades que ajuntaven les cançons, per així donar la impressió d'una actuació contínua en directe. Encara que es prepararen mescles tant en mono com en estèreo, els Beatles estigueren mínimament involucrats en les sessions de mescles estèreo (que ells consideraven menys importants), encomanant la tasca a Martin i Emerick. Emerick recorda: «Invertírem tres setmanes en les mescles mono i potser tres dies en les estèreo.» Estima que dedicaren 700 hores a l'LP, més de trenta vegades del que dedicaren al primer àlbum dels Beatles, Please Please Me, que costà 400£ de produir. En contrast, el cost final de Sgt. Pepper fou de 25.000£. L'àlbum s'enllestí el 21 d'abril de 1967 amb l'enregistrament de sons aleatoris, incloent un xiulet d'alta alta freqüència només audible pels gossos inclòs en el groove final.

## Música i lletres
Sgt. Pepper és una obra de pop i rock que engloba múltiples gèneres. Incorpora les diverses influències estilístiques del rock and roll, el vodevil, la Big Band, el piano jazz, el blues, la música de cambra, la música de circ, la music hall, la música avantguardista i les músiques clàssiques occidental i índia. Segons l'autor Naphtali Wagner, la seva música es reconcilia amb els «ideals estètics diametralment oposats» de la música clàssica i la psicodèlia, assolint una «síntesi psicoclàssica» de les dues formes.
Quan [Martin] estava fent el seu programa de televisió sobre Pepper ... em preguntà: «Saps què va causar Pepper?» Jo vaig dir: «En una paraula, George, drogues. Maria.» I George digué: «No, no. Però no hi estàveu tot el temps.» «Sí, hi estàvem.» Sgt. Pepper era un àlbum de drogues.
Algunes lletres de Sgt. Pepper aixecaren polèmica per suposades referències a l'ús recreatiu de drogues. En conseqüència, la BBC va censurar bastantes cançons a la ràdio britànica, com ara «A Day in the Life» per la frase «I'd love to turn you on», que la BBC sostengué que podia «encoratjar una actitud permissiva envers el consum de drogues.» Tot i que en un principi Lennon i McCartney negaren qualsevol interpretació de la cançó relacionada amb les drogues, més endavant McCartney suggerí que la línia pretenia referir-se de forma ambigua a les drogues il·lícites o a l'activitat sexual. El significat de «Lucy in the Sky with Diamonds» també fou objecte d'especulació, ja que molts creien que el títol de la cançó es referia a l'al·lucinogen LSD; la BBC la censurà per aquest motiu. També censuraren «Being for the Benefit of Mr. Kite!» per la lletra, que menciona «Henry the Horse» («Henry el Cavall»), dos mots comuns per referir-se a l'heroïna. Els fans especularen que Henry the Horse era un narcotraficant i que «Fixing a Hole» era una referència a l'ús d'heroïna. També es mencionaren altres línies, com ara «I get high» («em col·loco») de «With a Little Help from My Friends», «take some tea» –un argot per l'ús de cànnabis– de «Lovely Rita» i «digging the weeds» de «When I'm Sixty-Four».
L'autora Sheila Whiteley atribueix la filosofia subjacent de Sgt. Pepper no només a la cultura de drogues, sinó també a la metafísica i l'enfocament no-violent del moviment flower power. El musicòleg Oliver Julien veu l'àlbum com una encarnació d'«els canvis socials, musicals i, més generalment, culturals dels anys 60». El psicòleg americà i figura contracultural Timothy Leary conté que l'LP «donà veu a la sensació que s'havien acabat les maneres antigues ... va sortir al moment correcte» i recalcà la necessitat d'un canvi cultural basat en una agenda pacífica. Segons el professor Alan F. Moore, el seu valor primordial és l'habilitat per «capturar, més vívidament que gairebé res contemporani, el seu propi temps i lloc». Whiteley hi coincideix, atribuint a l'àlbum el fet de «proveir una instantània històrica d'Anglaterra durant el període previ al Summer of Love». Diversos estudiosos han aplicat una estratègia hermenèutica per a la seva anàlisi de les lletres de Sgt. Pepper, identificant la seva pèrdua d'innocència i els perills de la sobreindulgència en les fantasies o il·lusions com les dues temàtiques més prominents.

### Cara 1
Sgt. Pepper debuta amb la cançó que li dona el títol, que comença amb 10 segons dels sons combinats d'un escalfament d'orquestra d'estudi i una audiència esperant per a un concert, introduint la il·lusió de l'àlbum com una actuació en directe. El musicòleg Kenneth Womack en descriu la lletra com «un moment revolucionari a la vida creativa dels Beatles» que omple el buit –també conegut per quarta paret– entre l'audiència i l'artista. Argumenta que, paradoxalment, la lletra «exemplifica la retòrica sense sentit de la conversació espontània d'un concert de rock» mentre que «es burla de la noció mateixa de la capacitat d'un àlbum de pop per engendrar autèntica interconnexió entre l'artista i l'audiència». Des del seu punt de vista, el missatge mixt irònicament serveix per distanciar el grup dels seus fans i simultàniament assenyalar-los com a àlter egos, una qualitat de l'autoria que Womack considera «el distintiu més prominent de la cançó.» Cita l'ús d'una banda de metall i guitarres elèctriques amb distorsió com un exemple primerenc del rock fusion. MacDonald hi coincideix, descrivint la pista com una obertura més que no una cançó i una «astuta fusió d'orquestra variada eduardiana» i rock dur coetani. El musicòleg Michael Hannan en descriu la mescla estèreo poc ortodoxa com a «típica de l'àlbum», amb la veu principal a l'altaveu dret durant els versos, però a l'esquerre durant la tornada i el pont. «Sgt. Pepper» era la primera cançó dels Beatles que es beneficiava de la tècnica de producció que es coneix per injecció directa, que segons Womack «proporcionà al baix de McCartney textures més riques i claredat tonal». L'arranjament de la cançó empra una progressió harmònica lídia orientada al rock and roll durant la introducció i els versos en què es construeix amb sèptimes paral·leles, que segons Everett són «la força de la cançó». El pont de cinc compassos consta d'un quartet de trompes que Martin arranjà des d'una melodia vocal de McCartney. A la tornada la cançó passa a una escala pentatònica, on la progressió de blues rock augmenta amb l'ús de power chords de guitarra elèctric tocats en cinquenes consecutives.
McCartney fa de mestre de cerimònies prop del final de la pista «Sgt. Pepper's Lonely Hearts Club Band» introduint Starr com un àlter ego anomenat Billy Shears. L'àlbum avança cap a «With a Little Help from My Friends» enmig d'un moment d'alegria de la multitud que Martin gravà a un concert dels Beatles a Hollywood Bowl. Womack descriu la veu principal barítona d'Starr com a «encantadorament sincera» i la responsabilitza d'impartir un element de «serietat en fort contrast amb la distància irònica de la pista del títol.» Les segones veus de Lennon i McCartney formulen a Starr preguntes sobre el significat de l'amistat i del vertader amor. Segons MacDonald, la lletra és «alhora comunal i personal ... commovedorament interpretada per Starr [i] dita com un gest d'inclusió; tothom podia afegir-s'hi.» Womack hi està d'acord, identificant la «necessitat de comunitat» com el «principi ètic central» de la cançó, un tema que atribueix a l'àlbum en conjunt. Everett nota l'ús de la pista d'una cadència doble plagal major, que esdevendria habitual per a la música pop des de la publicació de Sgt. Pepper. Caracteritza l'arranjament com a astut, particularment la inversió de la relació de preguntes i respostes cap al final de la cançó, en què els vocalistes de fons fan les preguntes i Starr proveeix respostes inequívoques. La cançó acaba amb una nota vocal alta que McCartney, Harrison i Lennon encoratjaren a Starr de fer malgrat la seva falta de confiança com a cantant.
Tot i la sospita estesa que el títol de «Lucy in the Sky with Diamonds» contenia una referència oculta a l'LSD, Lennon insistí que estava basat en un dibuix al pastel fet pel seu fill de quatre anys Julian. L'atmosfera de la cançó estava inspirada en un capítol al·lucinogen de la novel·la de Lewis Carroll A través de l'espill. McCartney confirma l'existència del dibuix i la influència de Carroll en la pista, apuntant que tot i que l'aparent referència del títol a les drogues és coincidència, la lletra està escrita intencionadament per a una cançó psicodèlica. El primer vers comença amb el que Womack caracteritza com «una invitació en la forma d'un imperatiu» amb la línia «Picture yourself in a boat on a river» («Imagina't a tu mateix en una barca en un riu») i continua amb imatges imaginatives, incloent «tangerine trees» («mandariners»), «rocking horse people» («gent en balancins») i «newspaper taxis» («taxis de paper de diari»). Martin descriu la melodia de la introducció, la qual considera «crucial per al poder romanent de la cançó», com «una escala descendent a la mà esquerra, una escala rockera a la dreta.» En la seva opinió, el vers hauria pogut sonar monòton si no hagués estat de la juxtaposició «d'aquella vocal gairebé mono-nota envers les notes introductòries inspirades», que descriu com «mesmèriques, irresistibles». Segons Womack, a través de la barreja de la veu de Lennon i l'orgue Lowrey de McCartney «els Beatles assoleixen la seva instància més vívida de timbre musical». El musicòleg Tim Riley identifica la pista com un moment «de l'àlbum, [on] el món material és completament ennuvolat en el místic per tant l'atmosfera textual com musical.» Segons MacDonald, «la lletra recrea explícitament l'experiència psicodèlica».
MacDonald considera que «Getting Better» conté l'«actuació més exuberant» de Sgt. Pepper. Womack opina que el «so rock motor» de la cançó la distingeix del material obertament psicodèlic del disc; la seva lletra convida l'oient «a abandonar el passat, vivint bé i florint en el present.» Cita la cançó com un fort exemple de la composició conjunta de Lennon i McCartney, en especial l'afegitó de Lennon de la línia: «couldn't get much worse» («no es podria posar gaire pitjor»), que serveix com a «rèplica sarcàstica» de la tornada de McCartney: «It's getting better all the time» («S'està posant millor cada vegada»). McCartney descriu l'afegitó com a «sardònic» i «en contra de l'esperit de la cançó», cosa que caracteritza fruit del «típic John». MacDonald caracteritza l'inici de la cançó com a «alegrement heterodox», amb dues guitarres staccato tocant la dominant contra la subdominant d'un acord de fa major novena; el do tònic apareix quan comença el vers. La dominant, que actua com a bordó, es veu reforçada amb l'ús d'octaves en un baix elèctric i és pinçada en cordes de piano. La línia de baix de McCartney accentua les notes no fonamentals en el primer temps de la cançó.
Womack interpreta la lletra de «Fixing a Hole» com «la cerca del cantant d'una identitat entre la multitud», especialment les «expedicions per la consciència i la connexió» que diferencien els individus de la societat en conjunt. MacDonald la caracteritza com una «pista distreta i introvertida», durant la qual McCartney s'absté del seu «disseny suau habitual» en favor d'«alguna cosa més preocupada». També opina que el solo de guitarra elèctrica de Harrison serveix bé la cançó: captura el seu estat d'ànim transmetent desinterès. Per a la cançó, McCartney s'inspirà en part en la seva feina restaurant una granja escocesa. Womack subratlla el manlleu de la línia «a hole in the roof where the rain leaks in» («un forat al sostre on la pluja s'hi filtra») de la cançó d'Elvis Presley «We're Gonna Move». «Fixing a Hole» tracta el desig de McCartney de deixar vagar lliure la seva ment i d'expressar la seva creativitat sense la càrrega d'inseguretats autoconscients.
Segons Everett, la lletra de «She's Leaving Home» s'adreça al problema de l'alienació «entre persones en desacord», en especial aquelles separades per un salt generacional. La «narració descriptiva» de McCartney, que detalla la difícil situació d'una «nena solitària» que s'escapa del control dels seus «pares egoistes però benintencionats», està inspirada en un reportatge sobre les escapades de casa publicada al Daily Mail. És la primera pista de Sgt. Pepper que trenca amb l'ús de guitarres i bateria; en el seu lloc hi ha un nonet de corda amb una arpa, fet comparable amb les cançons «Yesterday» i «Eleanor Rigby» que empren un quartet i un octet de corda, respectivament. Encara que la crítica de Goldstein per al New York Times titlla la cançó de poc inspirada, MacDonald la identifica com una de les dues millors de l'àlbum. Moore nota que els escriptors jutgen la cançó des de «criteris oposats»; Goldstein opina el 1967, en plena albada del moviment contracultural dels 60, mentre que MacDonald ho fa el 1995 «intensament assabentat dels fracassos» del moviment.
Lennon adaptà la lletra de «Being for the Benefit of Mr. Kite!» a partir d'un pòster promocional d'un circ de Pablo Fanque que data del 1843, que havia adquirit a una botiga d'antiguitats a Kent el dia que gravaren el vídeo promocional de «Strawberry Fields Forever». Womack alaba la cançó per barrejar exitosament una font impresa i música: «El poder interpretatiu de l'aplicació de la mescla de mitjans acumula el seu significat a través de la producció musical amb la qual el grup imbueix el text literal del pòster.» MacDonald nota la petició de Lennon per una «producció de fira en què un pogués respirar el serradís», una atmosfera que Martin i Emerick intentaren crear amb un muntatge de so que comprenia enregistraments aleatoris d'harmòniums, harmòniques i cal·líopes. MacDonald descriu la cançó com «una expressió espontània de l'hedonisme juganer de l'autor». Everett creu que l'ús d'imatges eduardianes de la cançó la relaciona temàticament amb la primera pista del disc.

### Cara 2
Després que Martin decidís que «Only a Northern Song» no era prou bona per incloure-la a Sgt. Pepper, Harrison escrigué «Within You Without You», inspirada en la música clàssica hindustànica. MacDonald descriu la pista com un «assaig ambiciós en una fusió i filosofia meditativa interculturals» que la majoria de comentaristes titllen d'avorrit; els crítics afirmen que manca d'«interès harmònic» i que la lletra és «beatífica ... didàctica i antiquada». Tanmateix, Moore defensa l'èmfasi de la cançó en la melodia en lloc de l'harmonia com un atribut totalment apropiat per al gènere. Caracteritza la resposta crítica com «extremadament variada», apuntant que Goldstein identifica la pista com un dels punts forts de l'àlbum i que d'altres la veuen com un sumari apte del material de la primera cara. MacDonald considera la cançó com una «desviació distant» del so dels Beatles i un «assoliment remarcable» que representa la «consciència» de l'LP. Womack hi coincideix, assegurant que «ben bé podria dir-se, l'ànima ètica de l'àlbum». Maximitzant la «capacitat d'expressivitat» de l'enregistrament, la pista inclou un tempo rubato sense precedents en el catàleg dels Beatles. El to de la cançó prové de l'escala oriental Khamaj, similar al mode mixolidi occidental. La pista s'acaba amb una explosió de rialles que alguns oients interpreten com una burla de la cançó, però Harrison explica: «Després de tot aquell material indi un vol una mica de alleujament. És un alliberament després de cinc minuts de música trista ... Se suposa que havies de sentir el públic en tot cas, ja que escolten el show del Sergeant Pepper. Aquest era l'estil de l'àlbum.» Martin emprà el moment de lleugeresa per succeir-lo amb la que ell anomena «pista còmica» de l'àlbum: «When I'm Sixty-Four».
MacDonald cita «When I'm Sitxy-Four» com un exemple de la versatilitat dels Beatles. Segons ell la cançó, «principalment dirigida als pares», es nodreix fortament de la música hall anglesa de George Formby, alhora que invoca imatges de l'il·lustrador Donald McGill. La seva composició dispersa inclou campanetes, clarinet i piano. Observa que la pista té una «rebuda tèbia» entre els oients joves i Everett la caracteritza com un cas exemplar de la inclinació de McCartney «per l'audiència aficionada al vodevil ... que Lennon detestava». McCartney la va compondre a finals dels 50 com una peça instrumental i a la gira per Hamburg els Beatles ocasionalment en tocaren una versió. El 1966 va revisitar la composició, devers el 64è aniversari del seu pare. Moore caracteritza la cançó com una síntesi de ragtime i pop i remarca que la seva posició al disc després de «Within You Without You» (una mescla de música clàssica índia i pop) fa palesa la diversitat del material. McCartney sol·licità els clarinets i demanà que fossin arranjats «de manera clàssica», que segons Martin «esquivà l'amenaça de la sensibleria ... [i] afegí agressivitat a la cançó, una formalitat que l'empenyé firmament cap a la sàtira.» MacDonald opina que la inclusió de la cançó entre les «textures psicodèliques multicapa» de Sgt. Pepper «proveeix un interludi de peus a terra». Moore defensa que l'arranjament de clarinet de Martin i les escombretes d'Starr estableixen l'atmosfera de música hall, que es veu reforçada per la veu de McCartney i l'ús del cromatisme, un patró harmònic que es remunta a «The Ragtime Dance» d'Scott Joplin i Al bell Danubi blau de Johann Strauss II. La pista utilitza varispeeding per pujar el to de la música un semitò en un intent de fer sonar McCartney més jove. El protagonista de la lletra de vegades s'associa amb la Lonely Hearts Club Band, però Everett opina que és temàticament inconnexa amb la resta del disc.
Womack caracteritza «Lovely Rita» com un treball de «pura inclinació psicodèlica» que contrasta fortament amb la pista prèvia. Cita la cançó com un exemple del talent de McCartney per «crear retrats imatgístics musicals», però així i tot la considera entre les ofertes més pobres del disc i com un presagi de les «composicions menys efectives» que els Beatles enregistrarien en els anys posteriors. En la seva opinió, «la cançó aconsegueix poc en el camí d'avançar el viatge de l'àlbum cap a una consciència humana més expansiva»; malgrat tot, la defineix com a «irresistiblement encantadora». En la mateixa línia, Moore titlla la composició de «descartable» però alaba el que segons ell és un «fort sentit de direcció harmònica». MacDonald descriu la cançó com una «sàtira en autoritat» que és «imbuïda amb un interès exuberant en la vida que aixeca els esperits, dispersant l'autoabsorció».
«Good Morning Good Morning» està inspirada en un anunci de televisió de Kellogg's Corn Flakes, del qual Lennon adaptà la sintonia com a tornada. La cançó utilitza el mode mixolidi de blues en la, al qual Everett atribueix «expressar perfectament la queixa contra la complaença de Lennon». Lennon es referí a la cançó com «una peça descartable d'escombraries» i McCartney la veié com la reacció de Lennon a les frustracions de la vida domèstica. Womack alaba els diversos compassos que adopta la cançó, entre els quals 5/4, 3/4 i 4/4, i l'anomena una «obra mestra d'energia elèctrica». MacDonald es fixa en la «bona actuació» d'Starr i en el «solo de guitarra espurnejant pseudoindi» de McCartney, que segons ell aporta el clímax de la cançó. Durant el fade-out de la cançó se senten una sèrie de sons d'animals, seqüenciats a petició de Lennon perquè cada animal sigui prou gran per devorar el del so anterior. Martin empeltà l'escataineig d'una gallina al final de la cançó amb una guitarra afinant-se al principi de la següent, que se superposen a fi que la transició sigui sense interrupcions.
«Sgt. Pepper's Lonely Hearts Club Band (Reprise)» serveix com a suport de l'àlbum i com a introducció de la pista final. Neil Aspinall suggerí que, ja que «Sgt. Pepper» obria l'àlbum, la banda fictícia hauria de reaparèixer prop del final, cosa que va conduir a la composició de la cançó. La represa omet la secció de vents de la pista original i manifesta un tempo més ràpid. MacDonald nota l'aparent emoció dels Beatles, que es palpa durant la cançó.
En el moment que sona el darrer acord de la represa de «Sgt. Pepper» comença un rasgueig de corxeres amb guitarra acústica a destemps, introduint el que Moore descriu com «una de les cançons més punyents mai escrites». «A Day in the Life» consisteix en quatre versos per Lennon, un pont, dos crescendos aleatoris orquestrals i una part interpolada escrita i cantada per McCartney. El primer crescendo enllaça el tercer vers i la part interpolada, procedint a un pont conegut com la «seqüència de somni», que inclou les vocalitzacions de Lennon. Segons Martin, els «laments vocals», que es tracten amb delay i amb un panning lent que va de dreta a esquerra dues vegades, contribueixen a la recepció de la cançó com un «somni de marihuana». La secció de vents acompanyant marca amb estridència el final de la seqüència i el començament del quart i últim vers, que clou amb el darrer crescendo abans d'acabar amb un acord de piano que s'allarga durant gairebé un minut. La idea d'utilitzar una orquestra fou de McCartney, que s'inspirà en els compositors avantguardistes John Cage i Karlheinz Stockhausen. Els crescendos de 24 compassos els interpreten quaranta músics seleccionats de l'Orquestra Filharmònica de Londres i la Royal, que tenien la tasca de tocar el que Womack descriu com «el so de pur apocalipsi». Martin remarca la petició de Lennon d'«una erecció tremenda, des del no res a quelcom absolutament com la fi del món». Lennon explicà que s'inspirà en un diari per escriure la lletra: «Estava escrivint la cançó amb el Daily Mail apuntalat davant meu al piano ... hi havia un paràgraf sobre 4000 sotracs a Blackburn (Lancashire)». No li agradava gens el so de la seva veu i sovint demanava quantitats generoses de delay a fi de camuflar-la. Per a «A Day in the Life», volia que la seva veu sonàs com la d'Elvis Presley a «Heartbreak Hotel». Martin i Emerick es veieren obligats a afegir 90 mil·lisegons d'eco. Womack descriu la part de bateria d'Starr com «una de les més inventives» de l'enregistrament, una part que McCartney l'encoratjà a provar tot i les seves protestes contra la «percussió efímera». L'acord de piano eixordador que conclou la pista i l'àlbum és a càrrec de Lennon, Starr, McCartney i Evans, que tocaren simultàniament un acord de mi major en tres pianos separats; Martin després augmentà el so amb un harmònium. Riley caracteritza la cançó com un «postludi a la fantasia de Pepper ... que col·loca totes les altres cançons en perspectiva», mentre trenca la il·lusió de «Pepperland» introduint l'«univers paral·lel de la vida quotidiana». MacDonald descriu la pista com «una cançó que no és de desil·lusió amb la vida mateixa, sinó de desencantament amb els límits de la percepció mundana». Segons ell, «segueix entre les reflexions artístiques més penetrants i innovadores de la seva era» i representa el «millor assoliment particular» dels Beatles.
Al final de «A Day in the Life» se sent un to d'alta freqüència de 15 kHz; aquest s'afegí per suggeriment de Lennon amb la intenció de molestar els gossos. Al to el segueix una riallada invertida i un balbuceig aleatori, que formen part del groove final de l'enregistrament i que sonen indefinidament en qualsevol tocadiscos que no estigui equipat amb un retorn automàtic de l'agulla. Es pot sentir com Lennon diu «been so high» («he estat tan col·locat») i McCartney respon «never could be any other way» («no podia ser d'altra manera»).

## Portada i embalatge
Els artistes pop Peter Blake i Jann Haworth dissenyaren la portada de Sgt. Pepper, guanyadora d'un premi Grammy a Millor Portada, a partir d'un esborrany de tinta fet per McCartney. Els directors artístics foren Robert Fraser i Michael Cooper. La portada del LP consistia en un collage colorit protagonitzat pels Beatles vestits com a membres de la banda de Sgt. Pepper, acompanyats per un seguit de representacions a escala real de persones famoses. Els bigotis estrafolaris que el grup porta posats reflectien la influència de l'estil hippie, mentre que la seva vestimenta «parodiava la moda a Bretanya dels estils militars», explica el biògraf dels Beatles Jonathan Gould. Al centre de la imatge hi figuren els Beatles drets darrere d'un pedaç de tambor, en el qual l'artista Joe Ephgrave hi pintà el títol de l'àlbum. Davant del pedaç hi ha una composició de flors que es llegeix «Beatles». Els uniformes de colors anaren a càrrec de la manufacturera de vestits teatrals M. Berman Ltd. de Londres. Les lletres de l'àlbum s'imprimiren al complet a la contraportada; la primera vegada que això es feia en un LP de rock.
A la sessió fotogràfica del 30 de març de 1967 amb Cooper també s'elaboraren la contraportada i la imatge desplegable de l'interior, que segons el musicòleg Ian Inglis transmeten «una calor òbvia i immediata ... que les distancien de l'esterilitat i artifici típics d'aquestes imatges.» McCartney explicà: «Una de les coses en què estàvem aquells dies eren els missatges oculars ... Per tant, amb la foto interior de Michael Cooper, tots diguérem: 'Ara mireu aquesta càmera i digueu vertaderament us estimo! Realment intenteu-ho i sentiu amor; realment doneu amor a través d'això! Sortirà; es mostrarà; és una actitud.' I això és el que això és, si la mires veuràs el gran esforç dels ulls.» La funda interior abandonava per primera vegada el foli blanc estàndard en favor d'un patró abstracte d'ones de color grana, vermell, rosa i blanc, obra de l'equip de disseny neerlandès The Fool. L'embalatge incloïa com a regal de bonificació una graella de retallables de cartró dissenyats per Blake i Haworth: un retrat del Sgt. Pepper basat en una estàtua de can Lennon que s'utilitzà a la portada, un bigoti fals, dos conjunts de divises de sergent, dues medalles i una imatge dels Beatles dempeus vestits amb els uniformes. Moore creu que la inclusió d'aquests ítems ajudà als fans a «pretendre estar a la banda».
El collage inclou 57 fotografies i 9 estàtues de cera que representen diverses personalitats, entre les quals actors, esportistes, científics i, a petició de Harrison, els gurus de la Comunitat d'Autorealització Mahavatar Babaji, Lahiri Mahasaya, Sri Yukteswar i Paramahansa Yogananda. Inglis veu el quadre com «una guia de la topografia cultural de la dècada», mostrant la democratització creixent de la societat en què les «barreres tradicionals entre la cultura 'alta' i 'baixa' s'anaven erosionant.» La imatge definitiva incloïa cantants com Bob Dylan i Bobby Breen; les estrelles de cinema Marlon Brando, Tony Curtis, Marlene Dietrich i Marilyn Monroe; l'artista Aubrey Beardsley; el boxador Sonny Liston i el futbolista Albert Stubbins. També hi figuraven els comediants Stan Laurel i Oliver Hardy i els escriptors H. G. Wells, Oscar Wilde, Lewis Carroll i Dylan Thomas. Lennon peticionà Adolf Hitler i Jesucrist, però foren rebutjats. Quan es demanà a McCartney per què no hi inclogueren Elvis Presley, aquest va respondre: «Elvis era massa important i estava massa per sobre de la resta ni que fos per mecnionar-lo ... per tant no el posàrem a la llista perquè era més que merament un ... cantant pop, ell era Elvis the King.» El cost final de la coberta fou de gairebé 3.000£, una extravagància per un temps en què preparar la portades d'un àlbum costava al voltant de 50£.

## Publicació
Després d'enllestir Sgt. Pepper, però abans de la publicació comercial de l'àlbum, els Beatles dugueren un disc d'acetat amb l'àlbum al pis del cantant estatunidenc Cass Elliot a King's Road (Chelsea) i el reproduïren a les sis del matí a tot volum amb els altaveus col·locats davant de les finestres obertes. L'agent de premsa del grup Derek Taylor recordà que els residents de la barriada obriren les finestres i escoltaren sense queixar-se allò que interpretaren com a música inèdita dels Beatles. L'1 de juny de 1967 Sgt. Pepper esdevengué el primer àlbum dels Beatles en ser publicat arreu del món simultàniament. El vuitè àlbum d'estudi de la banda debutà al Regne Unit com a número u, on romangué durant 22 setmanes consecutives, i va vendre 250.000 còpies durant els set primers dies. El 4 de juny The Jimi Hendrix Experience va encetar un concert al Saville Theatre de Londres versionant la cançó del títol «Sgt. Pepper». Epstein era el propietari de Saville en aquells temps i Harrison i McCartney assistiren a l'actuació. McCartney descrigué el moment: «Les cortines es retiraren i [Hendrix] entrà caminant endavant tocant 'Sgt. Pepper'. És un afalac major per a qualsevol. Anoto això com un dels grans honors de la meva carrera.» Langdon Winner de la Rolling Stone recorda:
| « | El més a prop que la Civilització Occidental ha estat mai de la unitat d'ençà del Congrés de Viena el 1815 va ser la setmana que l'àlbum Sgt. Pepper fou publicat. A cada ciutat d'Europa i Amèrica les estacions de ràdio el reproduïren ... i tothom l'escoltava ... va ser la cosa més fascinant que he sentit mai. Durant una breu estona la consciència fragmentada d'Occident fou unificada, com a mínim a les ments de la joventut. | » |

Sgt. Pepper fou àmpliament percebuda pels oients com la banda sonora de l'Estiu de l'Amor. Riley opina que l'àlbum «agrupà la gent a través de l'experiència comuna del pop en una escala més gran que mai abans.» Les estacions americanes de ràdio interromperen la seva programació habitual per reproduir l'àlbum pràcticament sense pausa, de vegades de principi a fi. Ocupà la primera posició de la Billboard Top Lps als Estats Units durant 15 setmanes, de l'1 de juliol al 13 d'octubre del 1967. Amb 2,5 milions de còpies venudes en tres mesos de la seva publicació, l'èxit comercial inicial de Sgt. Pepper va sobrepassar el de tots els àlbums previs dels Beatles. No es va publicar cap de les seves cançons com a senzill a part.

## Rebuda
La vasta majoria de crítiques coetànies foren positives; Sgt. Pepper rebria una extensa aclamació crítica a joc amb el seu èxit comercial immediat. El crític Kenneth Tynan ho descrigué com «un moment decisiu en la història de la civilització occidental». Richard Poirier escrigué: «Escoltant l'àlbum Sgt. Pepper un pensa no només en la història de la música popular sinó en la història d'aquest segle.» La revista Time el declarà «una desviació històrica en el progrés de la música –qualsevol música». Jack Kroll de Newsweek l'anomenà una «obra mestra», comparant les lletres amb les obres literàries de Edith Sitwell, Harold Pinter i T. S. Eliot; particularment «A Day in the Life» la comparà amb The Waste Land de Eliot. The New York Times Book Review caracteritzà Sgt. Pepper com el presagi d'un «Renaixement daurat de la Cançó» i Wilfrid Mellers de New Statesman alabà la seva elevació de la música pop al nivell de belles arts.
Un dels crítics americans més coneguts de l'època, Richard Goldstein, escrigué una crítica mordaç al New York Times que descrivia Sgt. Pepper com a «trencat» i «pudorós» d'«efectes especials, enlluernador però finalment fraudulent». Segons el periodista musical Robert Christgau, el Times fou subsegüentment «inundat de cartes, moltes abusives i fins a la darrera en desacord», una reacció que acredita com «la major resposta a una crítica musical» de la història del diari. Goldstein publicà una defensa de la seva crítica en què explicà que, encara que l'àlbum no estava al nivell del millor treball previ dels Beatles, el considerava «millor que el 80 per cent de la música que hi ha», però opinava que més profundament quan «les composicions es despullen als seus essencials lírics i musicals» el LP resulta ser «una elaboració sense millora» de la música del grup. La columna de Christgau el 1967 per la revista Esquire descrivia Sgt. Pepper com «una consolidació, més intricada que Revolver però no més substancial», suggerint que Goldstein havia caigut «víctima de l'anticipació excessiva» i que el seu error principal havia estat «permetre als filtres i reverbs i efectes orquestrals i overdubs ensordir-lo del material de sota, que era prou bo».
A l'entrega dels premis Grammy el 1968, Sgt. Pepper guanyà a les categories de Millor Portada d'Àlbum, Art Gràfic; Enregistrament amb Millor Enginyeria, No Clàssic; i Millor Àlbum Contemporani. També va rebre la distinció d'Àlbum de l'any, el primer LP de rock en fer-ho.

## Crítiques retrospectives
Els mateixos Beatles mai pretengueren estar creant art amb Sgt. Pepper, ni furgant després d'una certa integritat musical. Ells només volien fer una cosa diferent.
Mentre reunia material per la seva antologia de 1979, Stranded: Rock and Roll for a Desert Island, l'editor Greil Marcus va temptejar els 20 crítics de rock col·laboradors sobre la seva elecció del millor àlbum de tots els temps; aquests mencionaren Rubber Soul, però no Sgt. Pepper. Assereix que el 1968 l'àlbum ja semblava buit en comparació al rerefons emocional de les convulsions polítiques i socials de la vida estatunidenca, descrivint-lo com «un triomf d'efectes» però «una làpida Day-Glo pel seu temps». Caracteritza el LP de «juganer però inventat» i «no tant un resum de la seva època com una concessió cap a ella». Marcus creu que l'àlbum es va «estrangular amb la seva pròpia vanitat» mentre era «vindicat per l'aclamació mundial».
El 1981 Christgau constatà que encara que pocs crítics coincidiren amb la crítica negativa de Goldstein en el seu dia, posteriorment molts passaren a donar suport a la seva opinió. Lester Bangs, l'anomenat «padrí» del periodisme del punk rock, escrigué el 1981: «Goldstein tenia raó en la seva tan vilipendiada anàlisi ... predient que aquest enregistrament tenia el poder de gairebé destruir sense ajuda el rock and roll.» Apunta: «En els seixanta el rock and roll començà a pensar en si mateix com una 'forma d'art'. El rock and roll no és una 'forma d'art'; el rock and roll és un gemec cru des del fons de l'estómac.» El musicòleg John Kimsey cita la preservació d'autenticitat com un far guiador de la música rock i suggereix que molts puristes denuncien això de Sgt. Pepper, acusant l'àlbum de «marcar una caiguda de la gràcia primordial en la pretensió, producció i autoconsciència.» Segons la seva opinió, els detractors consideren el LP no tant un progrés com una «ruptura amb tot allò que és bo, vertader i rocker». D'acord amb Christgau: «Encara que Sgt. Pepper es té com la més influent de les obres mestres de rock, realment només és la més famosa. En retrospectiva sembla peculiarment apol·lini –precís, controlat, fins i tot rígid– i és clarament perifèric respecte el corrent principal del rock». Moore estima que «com que el seu impacte cultural va ser tan gros, simplement se li demanava que fes massa.»
En els anys posteriors, alguns s'han afegit al clam crític envers l'àlbum. A una enquesta de Melody Maker de 1998, estrelles de pop, DJs i periodistes el votaren com el pitjor enregistrament mai fet. Entre els detractors més ferotges hi havia el músic i periodista John Robb, que descrigué l'àlbum com «el punt de referència del 1967 –el nivell subaquàtic del rock 'n' roll». En una avaluació mordaç del disc prèvia al seu 40è aniversari, el crític de The Guardian Richard Smith el descrigué com «si no el pitjor, llavors certament l'àlbum més sobrevalorat de tots els temps.» També digué que al LP «agudíssim» sovint se'l classificava com el millor pel seu impacte cultural i «no per res intrínsecament bo» d'ell. El 2007 se li demanà a l'artista i escriptor Billy Childish que nominés l'àlbum «suposadament bo» que «orgullosament no escoltaria mai més»; aquest nominà Sgt. Pepper's Lonely Hearts Club Band i afegí que «senyalà la mort del rock 'n' roll». El 2010, el músic i autor Bill Drummond titllà l'àlbum de «la pitjor cosa que mai va passar a la música». El 2015 el guitarrista dels Rolling Stones, Keith Richards, el denuncià com «una barreja d'escombraries, més o menys com Satanic Majesties».

### Concepte
Womack comenta que amb la primera cançó de Sgt. Pepper «els Beatles manufacturen un espai textual artificial en què representar el seu art.» La represa de la cançó en qüestió apareix a la cara 2, just abans de la climàtica «A Day in the Life», i així es crea una història marc. Starr creu que només les dues primeres cançons i la represa estan conceptualment connectades. Lennon hi coincideix i el 1980 apuntà: «Sgt. Pepper s'anomena el primer àlbum conceptual, però no va enlloc ... funciona perquè nosaltres diguérem que funcionava.» Era bastant ferm en què cap de les seves contribucions tenien a veure amb el concepte de Sgt. Pepper i, a més, suggerí que: «Excepte el Sgt. Pepper introduint Billy Shears i la molt anomenada represa, totes les altres cançons haurien pogut formar part de qualsevol altre àlbum». Quan l'àlbum estava gairebé complet, a Martin li preocupava que la seva manca de coherència musical aixequés crítiques i acusacions de pretensió.
Malgrat aquestes autocrítiques, MacFarlane apunta que Sgt. Pepper «està àmpliament considerat com el primer vertader àlbum conceptual en música popular». En la seva opinió, els Beatles «escolliren emprendre un concepte temàtic global en un esforç aparent d'unificar les pistes individuals.» Everett contempla que la «unitat musical» de l'àlbum resulta «a partir de relacions motíviques entre àrees clau, concretament involucrant do, mi i sol.» Moore argumenta que l'«ús de patrons harmònics comuns i melodies caients» contribueix a la cohesió de l'enregistrament, que descriu com una unitat narrativa però no necessàriament conceptual. MacFarlane hi coincideix i suggereix que amb l'excepció de la represa l'àlbum manca la continuïtat melòdica i harmònica consistents amb la forma cíclica. En una anàlisi de maig del 1967 a The Times el crític musical William Mann feu una observació semblant, indicant una connexió temàtica entre la pista que dona títol a l'àlbum, la represa i «Being for the Benefit of Mr. Kite!», car dient que –a banda d'aquestes cançons– la unitat de l'àlbum és «lleugerament especiosa». El 1972 el musicòleg Richard Middleton expressà que al seu parer l'àlbum estava «subcodificat», en el sentit que els oients només podien agafar una entesa general d'un material que no era particularment significatiu. Tanmateix, l'autora Martina Elicker afirma que la publicació de Sgt. Pepper familiaritzà els crítics i els fans amb la noció d'un «concepte i estructura subjacents a un àlbum de pop», donant lloc al terme àlbum conceptual.

## Llegat
Els musicòlegs consideren Sgt. Pepper com una continuació de la maduració artística apreciada als dos àlbums previs dels Beatles, Revolver i Rubber Soul. Moore l'acredita de contribuir en el desenvolupament del rock progressiu a través de les seves lletres cohibides, l'experimentació a l'estudi i els esforços per expandir les barreres de les pistes de tres minuts convencionals. L'autor Carys Wyn Jones el titlla d'un dels primers àlbums d'art rock i Julien el considera una «obra mestra de psicodèlia britànica». Andy Greene de la Rolling Stone l'acredita de marcar l'inici de l'Album Era. En els anys posteriors de la publicació de Sgt. Pepper, el rock and roll ordinari es veié suplantat per un interès creixent en la forma cíclica; per primera vegada en la història de la música les ventes d'àlbums superaven la venta de senzills. Segons Julien, Sgt. Pepper contribuí en l'evolució dels àlbums de llarga durada d'un «format de distribució» a un «format de creació». Moore el responsabilitza d'assistir «la legitimació cultural de la música popular» així com de proporcionar una representació musical important de la seva generació. Els periodistes consideren que l'àlbum influí en el desenvolupament de la contracultura dels anys 60. En els anys 70, els grups de glam rock s'inspiraren en Sgt. Pepper per usar alter egos. El 1977 el LP guanyà el premi a Millor Àlbum Britànic a la primera edició dels premis Brit.
En la tapisseria aural intricada de Sgt. Pepper hi ha el so de quatre homes rebel·lant-se contra la convenció musical i, fent-ho, obrint de bat a bat la porta per l'experimentació sonora que iniciaria el rock dur, el punk, el metal, la new wave, el grunge i tota altra forma de música popular posterior.
Amb 5,1 milions de còpies venudes, Sgt. Pepper és el tercer àlbum més ben venut de la història del Regne Unit. Sgt. Pepper també és un dels àlbums més exitosos comercialment als EUA, en què la RIAA certifica la venda d'11 milions de còpies. Ha venut més de 30 milions de còpies arreu del món, convertint-se en un dels àlbums més ben venuts de tots els temps. En una crítica del 1987 a la revista Q, el periodista musical i autor Charles Shaar Murray afirmà que l'àlbum «roman com un pilar central de la mitologia i iconografia de finals dels 60». Aquell mateix any Anthony DeCurtis el descriví com un «assoliment enorme» que «revolucionà el rock and roll» a la Rolling Stone. Al All Time Top 1000 Albums de Colin Larkin, Sgt. Pepper fou situat en primera posició. Explica que «l'àlbum que revolucionà, canvià i reinventà les fronteres de la música popular moderna.» El 2003, fou un dels 50 enregistraments escollits per la Biblioteca del Congrés dels Estats Units per formar part de la National Recording Registry («Registre Nacional d'Enregistraments»), honorant-lo com «culturalment, històricament o estèticament significatiu». Aquell mateix any la Rolling Stone el situà a la primera posició de la seva llista «500 Greatest Albums of All Time» («500 Millors Àlbums de Tots els Temps»), descrivint-lo com «el pinacle dels vuit anys dels Beatles com a artistes enregistradors». A l'Encyclopedia of Popular Music, Larkin escrigué: «No resultà ser un mer àlbum de pop sinó una icona cultural, abraçant els elements constituents de la cultura jove dels 60: art pop, moda cridanera, drogues, misticisme instantani i llibertat del control parental.» El 2006 la revista Time seleccionà el disc com un dels 100 millors de tots els temps. L'estudiós musical David Scott Kastan va descriure Sgt. Pepper com «el més important i influent àlbum de rock and roll mai enregistrat» aquell mateix any. L'àlbum fou inclòs al llistat de 1001 Albums You Must Hear Before You Die de Robert Dimery.

### Enregistrament i portada
Igual crèdit [per Sgt. Pepper] es dona ara justificadament a George Martin ... Donà forma a cançons glorioses, lletres fantasmagòriques amb melodia i harmonia i endinsà les tècniques d'enregistrament en aigües desconegudes.
MacFarlane opina que la innovació musical més important de Sgt. Pepper és la «integració de tecnologia d'enregistrament en el procés de composició». Poème électronique d'Edgard Varèse és segons ell l'obra que va inspirar aquest avenç, consistent en «expandir la definició de l'enregistrament de sons d'una documentació d'arxius a la reïficació de les textures musicals»; identifica «A Day in the Life» com el millor exemple d'aquest enfocament a Sgt. Pepper. Encara que a l'època els sintetitzadors analògics existien –Robert Moog treballava amb la segona generació de primers teclats comercialment disponibles al mateix temps que les sessions de Sgt. Pepper– aquests no s'empraren durant la gravació de l'àlbum, que utilitzà únicament instruments elèctrics i acústics i els sons ambientals disponibles a Abbey Road Studios. El músic i productor Alan Parsons creu que amb Sgt. Pepper «la gent començà a creure que podies invertir un any en fer un àlbum i començaren a considerar un àlbum com una composició de so i no només una composició musical. La idea d'un enregistrament com a actuació en el seu propi dret i no només una reproducció d'una actuació en directe s'anà formant gradualment.»

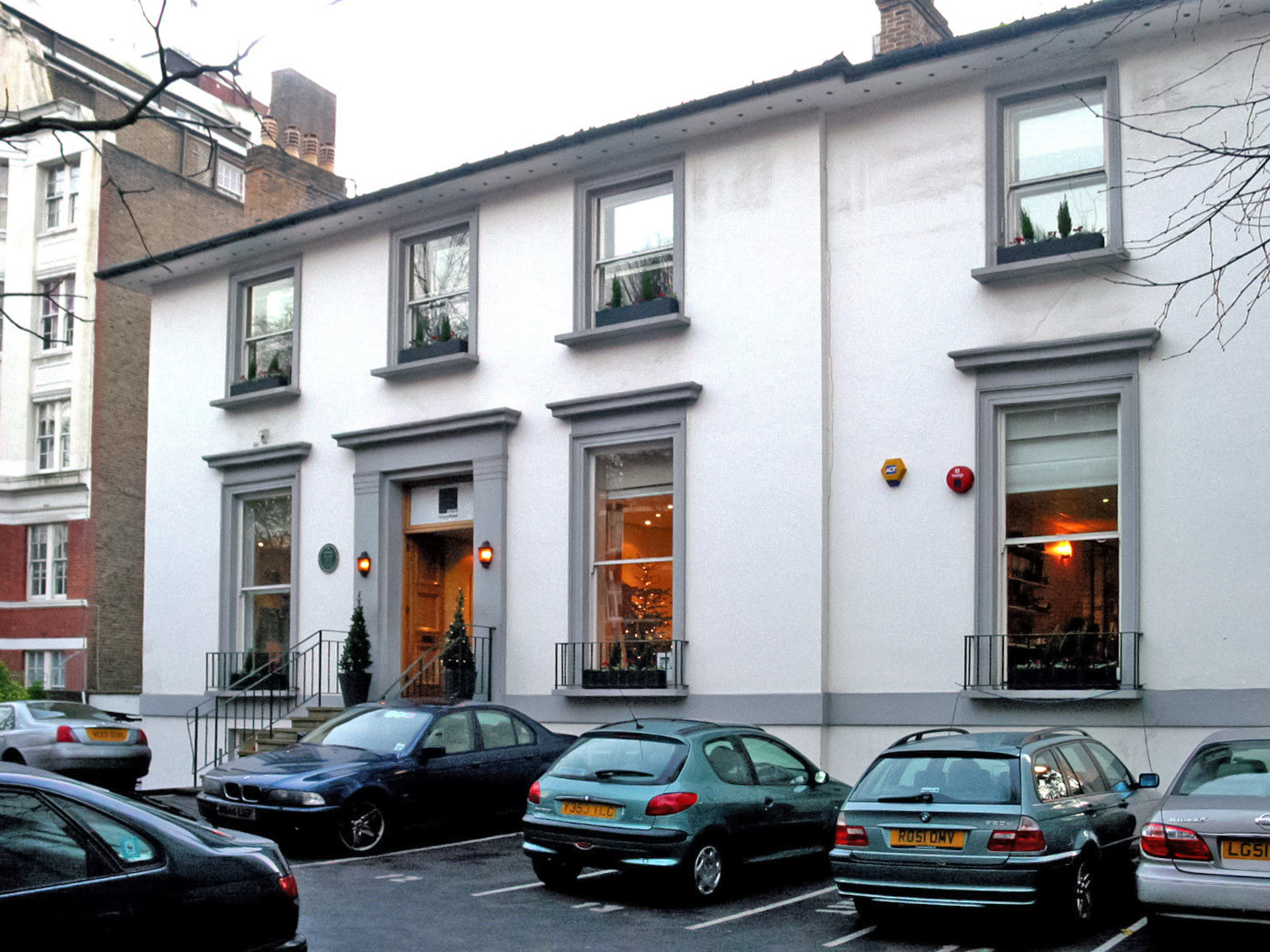
Abbey Road Studios

Segons Julien, Sgt. Pepper representa l'«epítom de la transformació de l'enregistrament d'estudi en una eina composicional» i marca el moment en què «la música popular entrà a l'era de la composició fonogràfica.» El seu èxit comercial i crític es deuen principalment a l'ús creatiu de l'equip que dugueren a terme Martin i els seus tècnics. L'experimentació artística, com ara la col·locació de balbucejos aleatoris al groove final, és un dels trets característics de l'àlbum. L'historiador dels Beatles Mark Lewisohn opina que Sgt. Pepper representa l'últim esforç unificat del grup, ja que mostra una cohesió que començaria a deteriorar-se immediatament després de la compleció del disc i que havia desaparegut per complet el 1968 amb la publicació de The Beatles. D'altra banda, Emerick apunta l'involucrament mínim de Harrison i Starr i veu Sgt. Pepper com una obra de Lennon i McCartney que fou un esforç molt menys grupal que qualsevol de les seus treballs previs.
Inglis nota que pràcticament cada report de la significança de Sgt. Pepper emfatitza la «correspondència sense precedents entre música i art, temps i espai» de la portada. D'ençà de la seva publicació, les fundes de l'àlbum deixaren de ser «una cosa supèrflua per ser descartada durant l'acte de l'audició» per passar a ser «una component integral de l'audició que expandia l'experiència musical.» La portada del disc en concret ajudà a convertir la component artística de les portades en general en un factor respectat per l'anàlisi crítica, mentre que «les estructures i cultures de la música popular» d'aquell moment endavant pogueren justificar el discurs intel·lectual d'una manera que abans hauria semblat un «imaginari vanitós». Escriu: «La portada de Sgt. Pepper es considera innovadora per les seves propietats visuals i estètiques, felicitades pel seu disseny innovador i imaginatiu, acreditada de proveir un ímpetu primerenc per l'expansió de la indústria de disseny gràfic en la música popular i percebuda com a responsable en gran part de fer explícites les connexions entre art i pop.» Riley la descriu com «una de les obres més conegudes que mai ha produït el pop art». A finals dels 90 la BBC la inclogué a la seva llista d'obres mestres britàniques de l'art i disseny del s. XX. El 2008, l'icònic pedaç del bombo emprat a la portada es va vendre a una subhasta per 670.000 €.

## Llista de cançons
Sgt. Pepper va ser el primer àlbum dels Beatles en ser publicat amb la mateixa llista de cançons al Regne Unit i als Estats Units.
Totes les cançons foren escrites i compostes per Lennon–McCartney excepte «Within You Without You», composta per George Harrison. 
| 1. | «Sgt. Pepper's Lonely Hearts Club Band» | McCartney          | 2:02 |
| 2. | «With a Little Help from My Friends»    | Starr              | 2:44 |
| 3. | «Lucy in the Sky with Diamonds»         | Lennon             | 3:28 |
| 4. | «Getting Better»                        | McCartney          | 2:48 |
| 5. | «Fixing a Hole»                         | McCartney          | 2:36 |
| 6. | «She's Leaving Home»                    | McCartney i Lennon | 3:35 |
| 7. | «Being for the Benefit of Mr. Kite!»    | Lennon             | 2:37 |

| 8.            | «Within You Without You»                          | Harrison                     | 5:04  |
| 9.            | «When I'm Sixty-Four»                             | McCartney                    | 2:37  |
| 10.           | «Lovely Rita»                                     | McCartney                    | 2:42  |
| 11.           | «Good Morning Good Morning»                       | Lennon                       | 2:41  |
| 12.           | «Sgt. Pepper's Lonely Hearts Club Band (Reprise)» | Lennon, McCartney i Harrison | 1:19  |
| 13.           | «A Day in the Life»                               | Lennon i McCartney           | 5:39  |
| Durada total: | Durada total:                                     | Durada total:                | 39:52 |

Informació del llistat de pistes segons Mark Lewisohn i Ian MacDonald.

## Personal
Segons Mark Lewisohn i Ian MacDonald:
The Beatles
- John Lennon – veus primeres, segones i de fons; guitarres primeres, rítmiques i acústiques; piano i orgue Hammond; harmònica, tape loops, efectes de so i pinta i paper de seda; picar de mans, pandereta i maraques
- Paul McCartney – veus primeres, harmòniques i de fons; primeres guitarres i baix; piano, orgues Lowrey i Hammond; picar de mans; vocalitzacions, tape loops, efectes de so i comb and tissue paper
- George Harrison – guitarres primeres, rítmiques i acústiques; sitar; veus primeres, harmòniques i de fons; tanpura; harmònica i mirlitó; picar de mans i maraques
- Ringo Starr – bateria, congas, pandereta, maraques, picar de mans i campana tubular; primera veu; harmònica; acord de mi final amb piano

Músics addicionals i producció
- Sounds Incorporated – sextet de saxòfon a «Good Morning, Good Morning»[318]
- Neil Aspinall – tanpura i harmònica[319]
- Geoff Emerick – enginyeria de so; tape loops i efectes de so[320][nb 45]
- Mal Evans – compte, harmònica, alarma del rellotge i acord de mi final amb piano[322]
- George Martin – productor i mesclador; tape loops i efectes de so; clavicèmbal a «Fixing a Hole», harmònium, orgue Lowrey i glockenspiel a «Being for the Benefit of Mr. Kite!», orgue Hammond a «With a Little Help from My Friends», piano a «Getting Better» i solo de piano a «Lovely Rita»; acord final amb harmònium[323]
- Músics d'estudi – quatre trompes a «Sgt. Pepper's Lonely Hearts Club Band»: Neill Sanders, James W. Buck, John Burden, Tony Randall,[324] arranjat i dirigit per Martin i McCartney; secció de corda i arpa a «She's Leaving Home», arranjat per Mike Leander i dirigit per Martin; harmònium, tabla, sitar, esraj, vuit violins i quatre violoncels a «Within You, Without You», arranjat i dirigit per Harrison i Martin; trio de clarinets a «When I'm Sixty-Four»: Robert Burns, Henry MacKenzie, Frank Reidy, arranjat i dirigit per Martin i McCartney; saxòfons a «Good Morning, Good Morning», arranjat i dirigit per Martin i Lennon; i orquestra de quaranta membres, incloent corda, metall, vent de fusta i percussió a «A Day in the Life», arranjat per Martin, Lennon i McCartney i dirigit per Martin i McCartney.[325]

## Llistes d'èxits
Sgt. Pepper aparegué a la llista d'èxits de la Billboard 200 dels EUA durant 175 setmanes no consecutives, des del seu llançament fins al 1987.

### Llistes setmanals
| Llista                                           | Posició |
| ------------------------------------------------ | ------- |
| Kent Music Report (Austràlia)                    | 1       |
| RPM Top LPs (Canadà)                             | 1       |
| VG-lista (Noruega)                               | 1       |
| Kvällstoppen (Suècia)                            | 1       |
| UK Albums Chart                                  | 1       |
| Billboard Top LPs (EUA)                          | 1       |
| Media Control Albums Chart (Alemanya Occidental) | 1       |

| Llista                            | Posició |
| --------------------------------- | ------- |
| Mega Albums Chart (Països Baixos) | 2       |
| Llista d'àlbums (Japó)            | 3       |
| UK Albums Chart                   | 3       |

| Llista                              | Posició |
| ----------------------------------- | ------- |
| ARIA Charts (Austràlia)             | 16      |
| Ultratop (Bèlgica)                  | 22      |
| ABPD (Brasil)                       | 20      |
| Llista d'àlbums (Dinamarca)         | 20      |
| Suomen virallinen lista (Finlàndia) | 9       |
| FIMI (Itàlia)                       | 9       |
| Llista d'àlbums (Japó)              | 20      |
| Recorded Music NZ (Nova Zelanda)    | 12      |
| VG-lista (Noruega)                  | 31      |
| AFP (Portugal)                      | 4       |
| PROMUSICAE (Espanya)                | 22      |
| Sverigetopplistan (Suècia)          | 8       |
| UK Albums Chart                     | 5       |

| Llista (1967)            | Posició |
| ------------------------ | ------- |
| ARIA Charts (Austràlia)  | 1       |
| UK Albums Chart          | 1       |
| Billboard Year-End (EUA) | 10      |
| Llista (1968)            | Posició |
| ARIA Charts (Austràlia)  | 3       |
| Billboard Year-End (EUA) | 6       |

| Llista (anys 60) | Posició |
| ---------------- | ------- |
| UK Albums Chart  | 1       |

## Certificacions
Als EUA, l'àlbum havia venut 2.360.423 còpies el 31 de desembre de 1967 i 3.372.581 cap a final de la dècada.
| Regió                                                                       | Certificació | Unitats certificades/Vendes |
| --------------------------------------------------------------------------- | ------------ | --------------------------- |
| Alemanya (BVMI)                                                             | Platí        | 500.000^                    |
| Argentina (CAPIF)                                                           | 2× platí     | 120.000*                    |
| Argentina (CAPIF) Republicació del 1987                                     | 3× platí     | 180.000*                    |
| Austràlia (ARIA)                                                            | 4× platí     | 280.000^                    |
| Brasil (Pro-Música Brasil)                                                  | Or           | 100.000*                    |
| Canadà (Music Canada)                                                       | 8× platí     | 800.000^                    |
| Estats Units (RIAA)                                                         | 11× platí    | 11.000.000^                 |
| França (SNEP)                                                               | Or           | 696.800                     |
| Itàlia (FIMI)                                                               | Or           | 50.000*                     |
| Japó (llistes Oricon)                                                       |              | 208.000                     |
| Nova Zelanda (RMNZ)                                                         | 6× platí     | 90.000^                     |
| Regne Unit (BPI)                                                            | 17× platí    | 5.100.000                   |
| *vendes a partir de la certificació ^enviaments a partir de la certificació |              |                             |

## Guardons
Premis
1968: Grammy a l'àlbum de l'any
- 1968: Grammy al millor àlbum de pop vocal